# Troiano (astronomia)

Rappresentazione dei cinque punti lagrangiani e, in particolare, dei punti L_{4} e L_{5} attorno ai quali si collocano gli asteroidi troiani

In astronomia, un troiano è un asteroide o un satellite naturale che condivide la stessa orbita di un pianeta maggiore o di un altro satellite, ma non collide con gli stessi poiché orbita intorno a uno dei due punti di Lagrange di stabilità, L4 e L5, situati 60° davanti e dietro il corpo celeste più grande.
Il termine in origine si riferiva agli asteroidi troiani che orbitano intorno ai punti lagrangiani di Giove, sono stati successivamente scoperti oggetti orbitanti nei punti di Lagrange di altri pianeti. Sono inoltre noti dei satelliti troiani, che orbitano intorno ai punti di Lagrange di due satelliti di Saturno di medie dimensioni, Teti e Dione.

## Pianeti con asteroidi troiani
- Venere: il primo e, per ora, unico asteroide troiano di Venere è 2013 ND15, la cui scoperta è stata annunciata il 28 luglio 2013[1] (attorno a L4).
- Terra: (706765) 2010 TK7 e (614689) 2020 XL5 sono i due soli asteroidi troiani della Terra attualmente conosciuti, sono stati scoperti rispettivamente il 27 luglio 2011[2][3]  e il 12 dicembre 2020[4] (entrambi attorno a L4).
- Marte: attualmente sono conosciuti 16 asteroidi troiani di Marte, quattordici nel punto L5 e due nel punto L4: 5261 Eureka, (101429) 1998 VF31, (121514) 1999 UJ7, (311999) 2007 NS2, (385250) 2001 DH47, 2011 SL25, 2011 SC191, 2011 UN63 e 2011 UB256.[5]
- Giove: gli asteroidi troiani di Giove attualmente conosciuti sono circa 5.000, si ritiene che siano altrettanto numerosi degli asteroidi della fascia principale. Gli asteroidi posizionati attorno al punto L4 sono chiamati Greci, quelli posizionati attorno al punto L5 sono chiamati Troiani.
- Saturno: 2019 UO14 è per ora l'unico troiano conosciuto di Saturno (attorno a L4)[6].
- Urano: 2011 QF99 è il primo, e per ora, unico asteroide troiano di Urano conosciuto[7] (attorno a L4).
- Nettuno: sono noti 31 asteroidi troiani di Nettuno, dei quali 27 orbitanti intorno al punto lagrangiano L4 e 4 intorno al punto L5.[8] Si ritiene che il numero dei troiani di Nettuno potrebbe superare quello di Giove di un ordine di grandezza.[9][10]

## Pianeti con satelliti troiani
- Terra: Il sistema Terra-Luna avrebbe (sono ancora da confermare definitivamente) nei punti lagrangiani L4 e L5 della Luna due nubi di polveri chiamate nubi di Kordylewski.
- Saturno: due satelliti di Saturno, Teti e Dione hanno satelliti troiani:
  - Teti: nei punti di Lagrange L4 e L5 di Teti sono presenti i satelliti troiani Telesto e Calipso[11].
  - Dione: nei punti di Lagrange L4 e L5 di Dione sono presenti i satelliti troiani Elena e Polluce[12].